# Roger Potter
Roger Potter (Londra, 13 maggio 1945) è un bobbista britannico.
Ha fatto parte della Gran Bretagna che partecipato alle Olimpiadi di Lake Placid 1980 nella gara del Bob a due.
Era il figlio del pallanuotista olimpico Reg Potter.